# ねこのしっぽ (川崎市)
有限会社ねこのしっぽは、日本の同人誌印刷所。神奈川県川崎市中原区上丸子八幡町に本社、同町内に受付事務所がある。玉川工場は高津区下野毛にある。

## 概要
社長の内田が過去の経験から、「一般の人が気軽に利用できる印刷所を作りたい」と考えたのが起業の原点となる。その後、パソコン通信で知り合った専務の荒巻喜光と共同で設立した。
同人誌主体の印刷所としては後発の部類に入るため、後発の強みを生かし、デジタル原稿への対応や設備投資を積極的に進めて来た。2012年には川崎市内の印刷業者としては唯一、印刷物の国際標準に準拠した認証制度「Japan Color 2001」の認証を取得した。
社長を始め社員全員が同人活動の経験者である。業務内容には「同人誌即売会の企画・運営」も掲げられている。また、イメージキャラクターのドール販売や、自社サーバーでwebラジオを配信するなど、既存の同人誌印刷所とは一線を画す企業姿勢が特徴である。
漫画文化の発展に貢献すべく、川崎市内で定期的にアニメソングのライブを主催したり、2013年7月には川崎フロンターレのイベント「闘A!まんがまつり」に協力し、フロンターレの所属選手を題材にした非公認同人誌を販売するなどの企画を行った。2015年には、幕張メッセのイベント「コミケットスペシャル6〜OTAKUサミット〜」に、川崎市観光協会および川崎フロンターレとタッグを組みブース出展した。ルーペがなくては文字を読むことができないとされる暗黒通信団の『円周率100,000,000桁表』はここで印刷された。
その社名から、「ペットショップと間違われる」ことが多いという。

## webラジオ番組
- ショッカーO野の秘密基地へようこそ!!

## 関連人物
- 貝原怜奈 - 学生時代に同人誌の印刷を頼んでいた縁で、「ショッカーO野の秘密基地へようこそ!!」などに出演した。